# Бейліс Вольф Менделевич
Вольф Мендельович Бейліс (24 березня 1923, Васильків, Київська область — 15 лютого 2001, Луганськ) — український історик, доктор історичних наук, професор, сходознавець, арабіст.

## Біографія
Народився 24 березня 1923 року в місті Васильків на Київщині, в якому жив до семи років (потім в 1930 р переїхав до Києва). Батько працював бухгалтером, а мати фельдшером. Після закінчення Київської середньої школи № 19 в 1940 році, він вступає на історичний факультет Київського державного університету імені Тараса Шевченка. Німецько-радянська війна перериває навчання, він бере участь у війні і закінчує її в Болгарії в 1945 році. Спочатку воював рядовим солдатом, а після закінчення у 1942 році військового училища став офіцером-артилеристом.
У 1946 році продовжив навчання в Київському університеті. Під керівництвом Тауфіка Кезми займається арабістикою. Закінчує навчання в 1950 р, після чого починає учителювати в середній школі № 1 міста Чорнобиль. Згодом у тій же школі він став директором, перебуваючи на цій посаді до 1964 р. Під час роботи в школі, вступив до аспірантури в секторі феодалізму при Інституті історії АН СРСР. В 1963 році захистив під керівництвом Бориса Заходера кандидатську дисертацію на тему «Твори Аль Масуді як джерело з історії Східної Європи X ст.», 17 липня 1963 йому було присуджено вчений ступінь кандидата історичних наук.
1 вересня 1964 його обирають на посаду старшого викладача кафедри загальної історії Сумського державного педагогічного інституту ім. Т. Г. Шевченко. З того ж часу він стає працівником Луганського педагогічного університету і до самого кінця свого життя там працював. У 1975 році захистив докторську дисертацію з теми «Твори Масуда ібн Намдара, як джерело з історії Аррана і Ширвану початку XII століття і пам'ятки середньовічної арабської літератури», 26 липня 1975 йому присуджено науковий ступінь доктора історичних наук. З 1970 року доцент, а з 1978 року професор. У 2011 році на тому будинку в м.Луганську, де він проживав, встановлено меморіальну дошку.

## Автор наукових праць
- Бейлис В. М. Ал-Идриси (XII в.) о восточном Причерноморье и юго-восточной окраине русских земель // Древнейшие государства на территории СССР. 1982 г. — М.: Наука, 1984. — С. 208—228.
- Бейлис В. М. Ал-Идриси о портах черноморского побережья и связях между ними // Торговля и мореплавание в бассейне Чёрного моря в древности и средние века. — Ростов-на-Дону: Ростовский-на-Дону педагогический институт, 1988. — С. 67—76.
- Бейлис В. М. Ал-Мас’уди о русско-византийских отношениях в 50-х годах Х в. // Международные связи России до XVII в. — М.: Академия наук СССР, 1961. — С. 21—31.
- Бейлис В. М. Арабские авторы IX — первой половины X в. о государственности и племенном строе народов Европы // Древнейшие государства на территории СССР. 1985 г. — М.: Наука, 1986. — С. 140—149.
- Бейлис В. М. Из истории везирата в период кризиса сельджукского государства. Везир Му’аййид ал-Мулк // Средневековый Восток. История, культура, источниковедение. — М., 1980.
- Бейлис В. М. Из истории Дагестана VI—XI вв. (Сарир) // Исторические записки. — 1963. — Т. 73. — С. 249—266.
- Бейлис В. М. Из наблюдений над текстом Mac’уда ибн Намдара, II. Стихи и афоризмы Мас’уда ибн Намдара // Письменные памятники Востока: Историко-филологические исследования. Ежегодник 1970. — М.: Наука, 1974. — С. 5—44.
- Бейлис В. М. Из наблюдений над текстом и терминологией сборника рассказов, стихов и писем Мас’уда ибн Намдара (ок. 1111 г.) // Письменные памятники Востока: Историко-филологические исследования. Ежегодник 1968. — М.: Наука, 1970. — С. 17—31.
- Бейлис В. М. К анализу источников для биографии Абу Исмаила ал-Хусайна ат-Тугра’н // Восточное историческое источниковедение и специальные исторические дисциплины. — М., 1994.
- Бейлис В. М. К вопросу о конъектурах и о попытках отождествления этнонимов и топонимов в текстах арабских авторов IX—XIII вв. о Восточной Европе // Восточное историческое источниковедение и специальные исторические дисциплины. — М.: Наука, 1989. — Вып. 1. — С. 52—66.
- Бейлис В. М. К оценке сведений арабских авторов о религии древних славян и русов // Восточные источники по истории народов Юго-Восточной и Центральной Европы. — М.: Наука, 1974. — Т. III. — С. 72—89.
- Бейлис В. М. Народы Восточной Европы в кратком описании Мутаххара ал-Макдиси (X в.) // Восточные источники по истории народов Юго-Восточной и Центральной Европы. — М.: Наука, 1969. — Т. II. — С. 304—311.
- Бейлис В. М. Политические мотивы в творчестве арабского поэта ал-Газзи (441/1049—50—524/1129—30) // Письменные памятники Востока: Историко-филологические исследования. Ежегодник 1976—1977. — М.: Наука, 1984. — С. 27—53.
- Бейлис В. М. Представление о цивилизациях древности в системе исторических знаний ал-Йакуби и ал-Масуди // Ислам и проблемы цивилизационных взаимодействий. — М., 1994. — С. 33—54.
- Бейлис В. М. Сведения о Чёрном море в сочинениях арабских географов IX—X вв. // Ближний и Средний Восток. — М.: Наука, 1962. — С. 21—28.
- Бейлис В. М. Сообщение Халифы ибн Хаййата ал-‘Усфури об арабо-хазарских войнах в VII — первой половине VIII в. // Древнейшие государства Восточной Европы. 1998 г. — М.: Восточная литература, 2000. — С. 32—53.
- Бейліс В. М. «Слов’янська ріка» (Нагр ас-сакаліба) — північна межа проникнення арабів до Східної Європи під час арабо-хозарських війн VII — першої половини VII ст. та шлях купців-русів у IX ст. // III Сходознавчі читання А. Кримського. — К., 1999. — С. 12—14.
- Бейліс В. М. Країна ал-Куманія у «Географічному творі» ал-Ідрісі та половецька земля Іпатіївського літопису // Mappa Mundi: Збірник наукових праць на пошану Ярослава Дашкевича з нагоди його 70-річчя [Архівовано 21 серпня 2014 у Wayback Machine.]. — Львів; К.; Нью-Йорк, 1996. — С. 84—104.